# José Ribeiro e Castro
José Duarte de Almeida Ribeiro e Castro GOIH (Lisboa, São Sebastião da Pedreira, 24 de dezembro de 1953) é um advogado e político português.
Foi um dos autores da lei que permitiu a atribuição da nacionalidade portuguesa a descendentes de judeus sefarditas expulsos de Portugal, juntamente com os também deputados Maria de Belém e Manuel Alegre. A norma, aprovada em 2013, abriu caminho à naturalização de dezenas de milhares de estrangeiros com base em critérios históricos e genealógicos, tendo sido mais tarde alvo de controvérsia e debate público devido à sua regulamentação e à alegada ocorrência de abusos.

## Biografia
Filho do engenheiro agrónomo Fernando Santos e Castro, que também foi Presidente da Câmara Municipal de Lisboa e governador-geral de Angola, no período do Estado Novo.
Licenciou-se em Direito, pela Faculdade de Direito da Universidade Clássica de Lisboa. 
Depois da licenciatura, tornou-se advogado, mas teria também um percurso na comunicação social — foi, nomeadamente, diretor de informação, diretor-geral e administrador da TVI (no período em que essa estação era controlada pelo Grupo Renascença e outras entidades ligadas à Igreja Católica); vogal do Conselho de Opinião e presidente da Comissão de Fiscalização da RTP; membro do Conselho Editorial da revista Sábado.
Militante destacado do CDS – Partido Popular, participou na criação das suas organizações de juventude, Juventude Centrista, e de trabalhadores, a Fundação dos Trabalhadores Democratas Cristãos. 
Viria a liderar o CDS – Partido Popular, após a demissão de Paulo Portas, em 2005, num congresso realizado em Lisboa, em que derrotou a ala portista reunida em torno de Telmo Correia. Portas, contudo, regressaria em 2007, derrotando Ribeiro e Castro em eleições diretas.
Teve uma longa carreira parlamentar, tendo sido eleito deputado à Assembleia da República nas legislaturas iniciadas em 1976, 1980, 1999, 2009 e 2011. Nessa qualidade, entre 2009 e 2011, presidiu à Comissão Parlamentar de Negócios Estrangeiros e, entre 2011 e 2013, foi presidente da Comissão de Educação, Ciência e Cultura. Em 2013 decidiu não voltar a apresentar-se a eleições e abandonou o Parlamento.
Também chegou a exercer funções governativas, como Secretário de Estado Adjunto do Vice-Primeiro-Ministro Diogo Freitas do Amaral, nos governos da Aliança Democrática, chefiados por Francisco Sá Carneiro e Francisco Pinto Balsemão, respetivamente em 1980 e de 1981 a 1983. Nesses períodos, teve a tutela do Gabinete de Macau, sendo o membro do Governo responsável pelas relações com a Região de Macau e a sua Administração.
Em finais de 1999, assumiu o lugar de deputado ao Parlamento Europeu, em substituição de Paulo Portas, vindo a ser reeleito, em 2004, para novo mandato, que terminou em 2009. No Parlamento Europeu, exerceu várias funções, nomeadamente as de vice-presidente da Comissão do Emprego e dos Assuntos Sociais e vice-presidente do Intergrupo Família e Direitos da Criança.
A nível autárquico, foi deputado na Assembleia Municipal de Odemira, eleito em 1982 e novamente em 2013, e presidente da Assembleia Municipal de Sintra, em 2001.
Foi diretor da campanha de Diogo Freitas do Amaral nas eleições presidenciais de 1986, em que acabou por ganhar Mário Soares.
Foi adjunto do Ministro da Educação Roberto Carneiro, sendo Primeiro-Ministro Aníbal Cavaco Silva.
Foi vice-presidente da Direção do Sport Lisboa e Benfica entre 1997 e 1998 e comentador desportivo de futebol.
Teve uma participação no cinema, ao interpretar o antigo ministro da Defesa Adelino Amaro da Costa no filme Camarate (em 2001), sobre o acidente de aviação com o mesmo nome e que vitimou Francisco Sá Carneiro e Amaro da Costa.
Em 2016, tornou-se membro-conselheiro do movimento de cidadania Melhor Alentejo.

### Condecorações[8][9]
- Grande-Oficial da Ordem de Bernardo O'Higgins do Chile (14 de julho de 2010)
- Grande-Oficial da Ordem do Mérito do Luxemburgo (6 de dezembro de 2010)
- Grande-Oficial da Ordem do Infante D. Henrique de Portugal (5 de dezembro de 2017)

## Família
É filho de Fernando Augusto Santos e Castro, que foi o 56.º Presidente da Câmara Municipal de Lisboa e o 120.º governador-geral de Angola, e de sua mulher Maria Helena Santos Silva de Almeida Ribeiro.
Casou primeira vez, civilmente, em 1975, com Marta Maria de Morais dos Santos Pais, da qual tem uma filha:
- Ana Marta dos Santos Pais Ribeiro e Castro (Lisboa, São Sebastião da Pedreira, 30 de agosto de 1976), casada com Pedro Monteiro de Barros Tavares (Lisboa, São Sebastião da Pedreira, 3 de Dezembro de 1976), com geração

Casou segunda vez religiosamente pela Igreja Católica, a 13 de setembro de 1980, com Maria da Conceição Meneses Lobo Machado (17 de setembro de 1954), trineta do 1.º Visconde de Paço de Nespereira, da qual tem um filho e duas filhas:
- Pedro Augusto Lobo Machado Ribeiro e Castro (Lisboa, Alvalade, 1 de março de 1982), casado em Mafra, Enxara do Bispo, na Igreja de Nossa Senhora da Assunção, a 3 de outubro de 2010 com Maria de Castro Sampaio Cassanheira, com geração
- Maria Lobo Machado Ribeiro e Castro (Lisboa, Alvalade, 27 de março de 1984), casada em Cartaxo, Pontével, na Igreja de Nossa Senhora da Purificação, a 20 de maio de 2016 com Tiago Miguel Rebelo Tavares (Lisboa, São Sebastião da Pedreira, 16 de julho de 1980), com geração
- Joana Lobo Machado Ribeiro e Castro (Lisboa, Alvalade, 8 de agosto de 1986)